# خانة برق عيسي خاني (بناجوي الغربي)
خانة برق عیسی خاني (بالفارسية: خانه‌برق عیسی‌خانی) هي منطقة سكنية تقع في إيران في قسم بناجوي الغربي الريفي. يقدر عدد سكانها بـ 34 نسمة .